# ولایت نمنگان
ولایت نمنگان یکی از ولایت‌های کشور ازبکستان است.
وسعت آن ۷٬۹۰۰ کیلومتر مربع و جمعیت آن ۲٬۰۶۵٬۰۰۰ تن است.

## شهرهای ولایت
- نمنگان

http://population-statistics.com/wg.php?x=1133678119&men=gadm&lng=en&gln=xx&des=gamelan&dat=200&geo=-225&srt=pnan&col=aohdqcfbeimg